# Drew Schifino
Drew Schifino (* 29. September 1981) ist ein ehemaliger US-amerikanischer Basketballspieler.

## Werdegang
Schifino fiel als Jugendlicher auf, als er für die Schulmannschaft der Penn Hills High School aus Pittsburgh in der Saison 1999/2000 30,2 Punkte je Begegnung erzielte. Anschließend spielte er ein Jahr für die Bridgton Academy in Maine und wechselte 2001 an die West Virginia University (erste NCAA-Division). Auch dort kam seine auf Angriff ausgerichtete Spielweise zur Geltung, in der Saison 2002/03 war Schifino mit 20,1 Punkten je Begegnung bester Korbschütze der Hochschulmannschaft, zu der damals auch der Deutsche Johannes Herber zählte. Im Januar 2004 wurde Schifino aus dem Basketballaufgebot der West Virginia University gestrichen, da er laut Hochschule gegen die Mannschaftsregeln verstoßen habe, in der Presse wurde über einen Streit mit Trainer John Beilein berichtet.
Im Spieljahr 2004/05 bestritt der 1,91 Meter große Aufbauspieler elf Einsätze für die California University of Pennsylvania in der zweiten NCAA-Division und erreichte einen Durchschnitt von 19,3 Punkten. Mitte Januar 2005 wurde Schifino die Spielberechtigung entzogen, da er an der Middle Tennessee State University an einer Trainingseinheit teilgenommen hatte, bevor er an die California University of Pennsylvania wechselte, weshalb er laut NCAA-Regelwerk in der betreffenden Saison nicht für eine andere Hochschulmannschaft einsatzberechtigt war.
Als Berufsbasketballspieler stand Schifino in der Saison 2005/06 kurz bei Noteć Inowrocław in Polen unter Vertrag und bestritt ein Spiel für den Schweizer Nationalligisten Pully Lausanne. Im weiteren Verlauf des Jahres 2006 spielte er ebenfalls kurz in Portugal, in seinem Heimatland für die Mannschaft Pittsburgh Xplosion in der Continental Basketball Association (CBA) und spielte im Dezember 2006 in den Niederlanden bei den Amsterdam Astronauts vor, ohne dass es hernach zu einer Zusammenarbeit kam. In der Saison 2007/08 erzielte der US-Amerikaner in 23 Einsätzen für den tschechischen Erstligisten BC Kolín im Mittel 14,8 Punkte je Begegnung.
Im Oktober 2013 trat er das Traineramt an der Waynesburg Central High School in Pennsylvania an. Im November 2014 wurde er Trainer der im selben Bundesstaat gelegenen Steel Valley High School. Er blieb dort bis November 2015, hatte aber bereits einen schweren Stand in diesem Amt, nachdem er im Februar 2015 abgelehnt hatte, die Betreuung der Schulmannschaft in einem anstehenden Spiel zu übernehmen, da ein Spieler aus schulischen Gründen gesperrt worden war. Schifino blieb in der Nachwuchsarbeit tätig, unter anderem durch die Durchführung von Jugendtrainingslagern.

### Familie
Sein Bruder Jake Schifino bestritt 14 Spiele für die Tennessee Titans in der American-Football-Liga NFL. Seinem Neffen Jalen Hood-Schifino gelang 2023 der Sprung in die NBA.